# Encre
Pour les articles homonymes, voir Encre (homonymie).
Pour l’article ayant un titre homophone, voir Ancre.
Cet article possède un paronyme, voir L'Æncre.

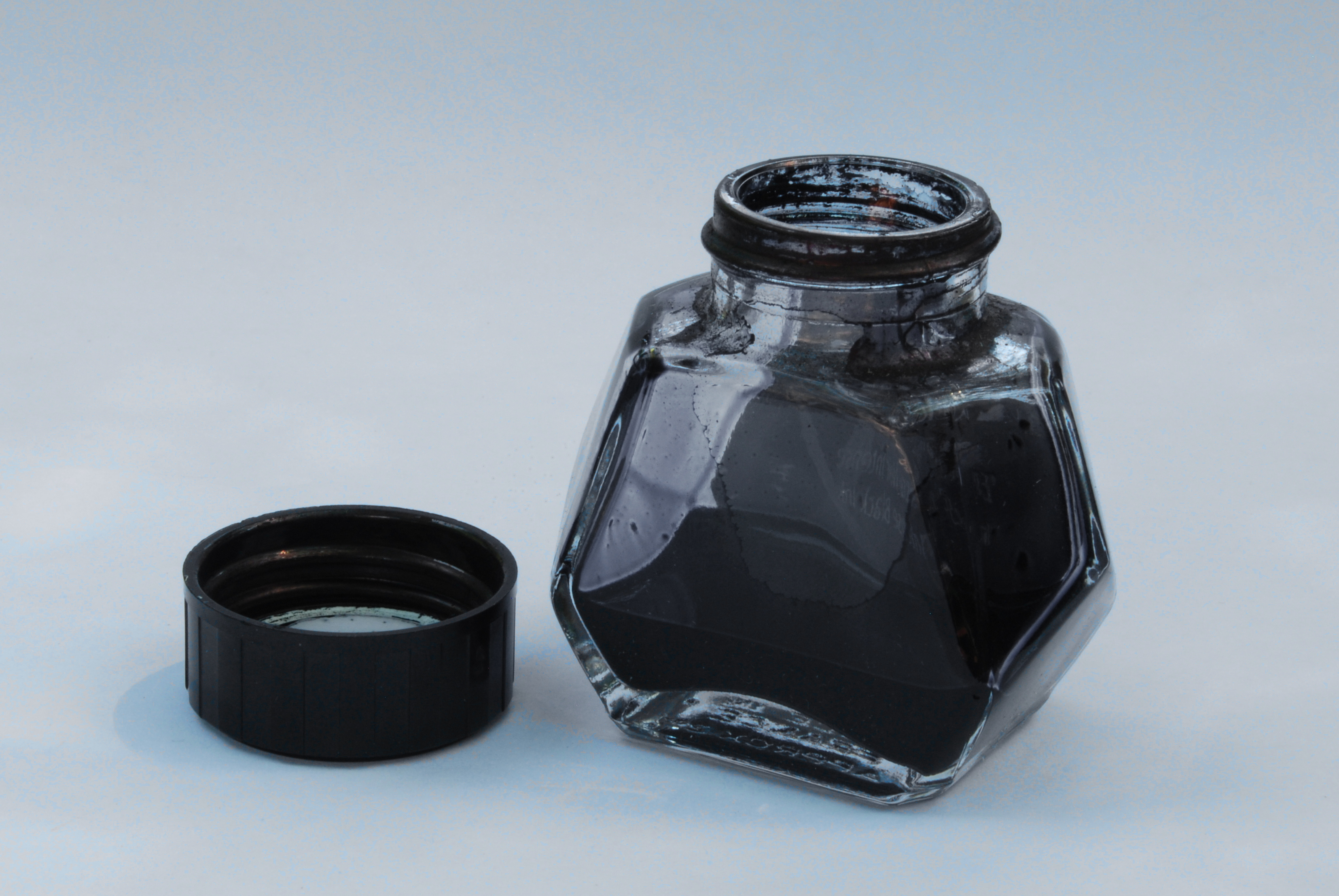
Flacon d'encre noire.

Une encre est une substance liquide ou pâteuse fortement teintée qui sert à marquer le papier ou d'autres matériaux imprimables.
Les encres peuvent être constituées de colorants dissous qui imprègnent ou mordent le support comme les teintures, ou de dispersions de pigments dans un liant comme les peintures, dont elles ne se distinguent que par leur usage.
On distingue les encres à écrire ou à dessiner des encres d'imprimerie, de propriétés et de composition très différentes.
Depuis les années 2000-2010, des encres conductrices, fluorescentes, phosphorescentes ou thermochromiques, chargées d'ions métalliques, pour certaines « réchauffantes » ou « refroidissantes » arrivent sur le marché.

## Encres à écrire et dessiner

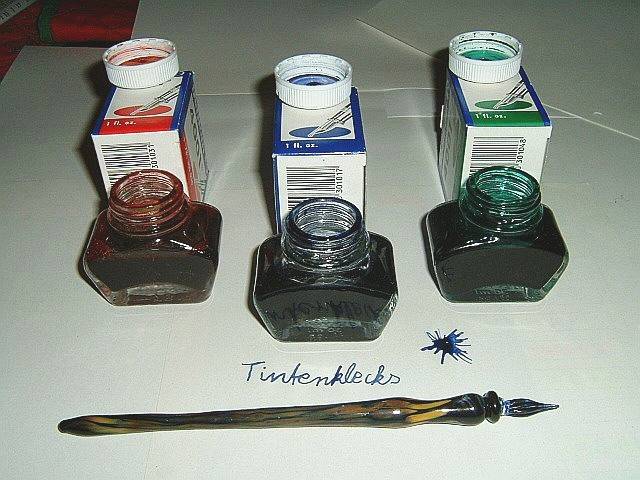
Trois encriers et une plume en verre.

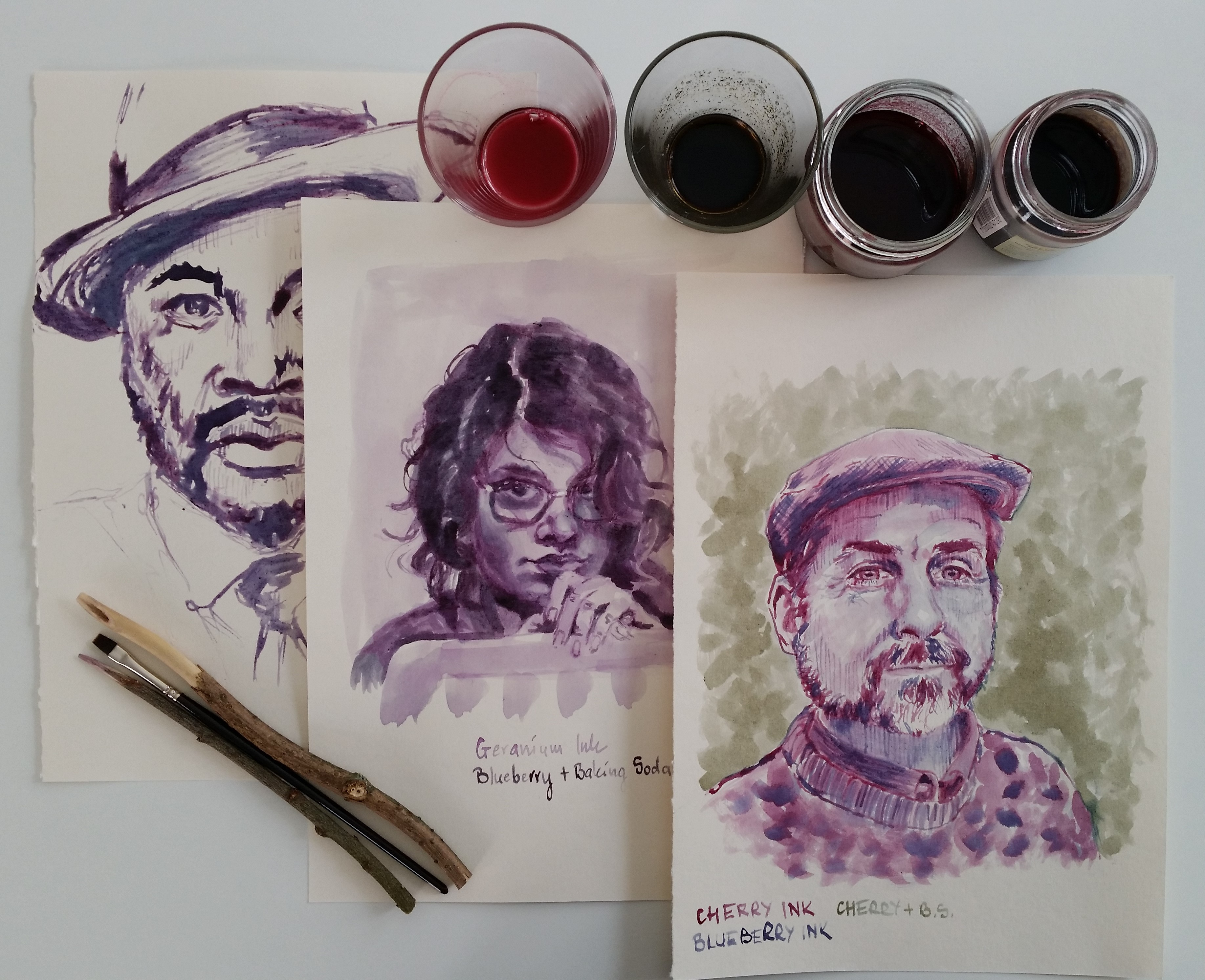
Dessins avec des encres faites main.

L'encre répond au besoin de laisser sur un support une trace distincte et pérenne, suffisamment précise et contrastée pour qu'on y discerne des signes sans ambiguïté. L'encre contient au moins un colorant, et presque toujours de l'eau, ou plus rarement un autre solvant, véhicule qui permet de déposer le colorant sur le support. Trois moyens peuvent assurer que la trace ne s'efface pas. Soit, comme pour les teintures, un mordant lie le colorant au support, soit un liant, comme pour les peintures, le colle à la surface. Enfin, un support suffisamment poreux comme le papier peut protéger, dans sa propre matière fibreuse, le colorant de l'encre.
Les encres à écrire ou à dessiner s'appliquent manuellement au moyen d'un instrument, calame, plume, pinceau, tire-ligne, sur un support qui fut autrefois un ostracon et du papyrus, ensuite du parchemin, puis enfin du papier. 
Retracer l’histoire de la composition des encres noires dans l'Antiquité est difficile par manque de littérature technique. Les chercheurs trouvent des informations souvent fragmentaires dans des ouvrages d'architecture, de médecine ou d'autres domaines éloignés de l'objet de leur recherche. Des moyens scientifiques nouveaux utilisés à la fin du XXe siècle et au XXIe siècle permettent d'affiner la connaissance – analyses physico-chimiques, usage de l'accélérateur Grand Louvre d'analyse élémentaire, spectrométrie de fluorescence des rayons X, etc..
Selon Denis Guthleben, l'invention de l’encre s'est produite sur les bords du Nil, en Égypte,  il y a 5 200 ans et non en Chine comme on l'affirme souvent.  
Les encres les plus anciennes connues sont l'encre au carbone, correspondant probablement à celle utilisée sur un ostracon vers vers 3 400 avant J.-C., et l'encre métallo-gallique dont la première recette complète date du IIIe siècle après J.-C. Des encres mixtes sont cependant attestées au IIIe siècle av. J.-C., qui étaient de l'encre au carbone à laquelle on ajoutait au sel métallique ou de l'encre métallo-gallique à laquelle on joignait un composé de carbone.
Une encre s'apprécie par sa commodité, sa fluidité et sa fixité. Elle doit sécher rapidement à la surface du support. La solidité de l'encre, permettant la conservation sur une longue durée, a été d'une importance considérable tant pour les beaux-arts que pour les documents légaux et notariaux.
Elle est conditionnée, assez rarement au XXIe siècle, sous forme sèche en pastilles ou en bâton à diluer dans l'eau ou, couramment, sous forme liquide en petits flacons, qui peuvent parfois servir d’encrier, ou en bouteilles ; le conditionnement en cartouches est apparu au milieu du XXe siècle. 

### Encres au noir de carbone

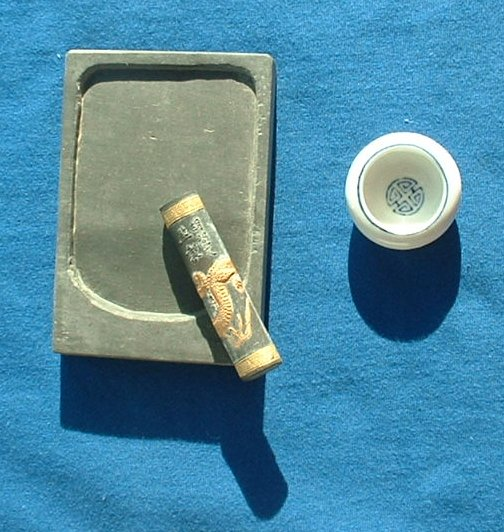
Bâton et pierre à encre.

Les encres fabriquées à partir de produits de combustion imparfaite de bois sont donc les plus anciennes dont on ait conservé la trace.  Vitruve, Dioscoride et Pline en donnent des recettes, le premier indiquant qu'on part de la suie obtenue par le brulage d'une résine, de sarments de vigne, de copeaux de pin ou même de lie de vin séchée à mélanger avec de la gomme arabique, le second ajoute à la gomme de la colle de taureau ainsi qu’un sel métallique et le troisième ajoute à la recette de Vitruve du vinaigre qui rend l’encre plus tenace, et même de l’absinthe pour éloigner les rongeurs. Le produit séché est ensuite broyé pour l'usage. Les anciens s'en servent comme pigment et, dilué dans un liquide, comme encre. Celle-ci fraiche pouvait être effacée d'un coup de pinceau ou d'éponge humide ; séchée et adhérant au support, elle devait être grattée avec des bâtons de grès pour disparaitre. Les Romains appelaient atramentum toute substance colorante noire qui servait à l'écriture, à la teinture ou à la peinture. 
L'encre de Chine en est un autre exemple, qui se conserve sous la forme d'un bâton d'encre constitué de noir de fumée et d'un liant protéïque, gélatine ou colle de peau, formant un bâton que l'on frotte au moment de l'usage sur une pierre avec de l'eau. Sa préparation réalisée avec davantage de soin donnant un grain de noir de fumée très fin lié avec de la colle donnait une meilleure pénétration du produit dans les fibres du support.  Cette encre, dite encre sumi au Japon, sèche, a l'avantage d'être indélébile ; mais pour cette même raison elle encrasse les plumes.
L'encre pour Sefer Torah a une composition similaire à celle de l'encre de Chine ; sa préparation fait l'objet de prescriptions rituelles précises sans lesquelles le document n'aurait plus de valeur spirituelle. L’atramentum scriptorum de la Rome antique est aussi basée sur le noir de carbone.
Le bistre, produit brun de la combustion imparfaite du bois dans les cheminées, est utilisé surtout en dessin, simplement mélangé à de l'eau ou à une solution de gomme arabique,.
Les encres noires prêtes à l'emploi, vendues en flacon dès le début du XIXe siècle, sont le plus souvent composées d'un pigment noir de carbone produit industriellement, plus pur, dont la taille des particules est mieux contrôlée et d'un véhicule aqueux, avec quelquefois une petite proportion d'alcool éthylique. La taille des particules de carbone varie. Elle doit être faible, afin de s'infiltrer entre les fibres du papier, sans atteindre la taille nanoparticulaire, afin de conserver une bonne opacité. À ces composants essentiels peut s'ajouter un liant qui peut être une gomme, une colle protéïque ou une résine. Le liant favorise la solidité mécanique, mais rend le nettoyage des instruments plus difficile, et change l'aspect. Enfin, les encres liquides contiennent des émulsifiants pour que les particules de pigment ne se déposent pas, des conservateurs et autres additifs (PRV2). Les fabricants ont ajusté leur composition pour la plus grande fixité, l'aspect mat ou brillant, très noir en vue de la reproduction photographique au trait, c'est-à-dire sans nuances entre le blanc et le noir, la meilleure adhérence au support, afin de pouvoir gommer les esquisses au crayon.

### Encres mixtes
Des formules d'encres historiques peuvent réunir tout ou partie des éléments des encres de noir de carbone et des encres métallo-galliques.
« (…) dès le Ve siècle av. J.-C., l’encre noire semble correspondre à une encre mixte, c’est-à-dire un noir de carbone dans lequel on a ajouté des éléments métalliques, essentiellement du cuivre et du plomb, plus rarement du fer et du zinc. Les auteurs ne savent cependant pas si cet ajout d’éléments métalliques est volontaire ou s’il vient d’une contamination via un outil ou un encrier. En revanche, ces études semblent confirmer les écrits de Philon de Byzance qui, dès le IIIe siècle av. J.-C., disent déjà qu’il faut ajouter des sels métalliques pour améliorer les propriétés de l’encre ». Dioscoride donne une recette qui inclut un sel métallique dans son De materia medica (au Livre V, 6). On possède aussi le Papyrus V de Leyde qui l'indique au IIIe siècle.

### Encre métallo-gallique
À partir du changement de support, le rédacteur passant du papyrus ou de l’ostracon au parchemin, l'encre comportant des sels métalliques va être privilégiée alors que l’ocre rouge reste utilisé pour les encres rouges.
Les encres métallo-galliques sont préparées à partir d'extraits végétaux (généralement des tanins) obtenus par décoction (dans de l'eau ou du vin) ou par macération. Après filtration, on ajoute un sel métallique, sulfate de cuivre ou de fer ce qui donne un produit noir auquel on ajoute un liant (souvent de la gomme arabique). 
La noix de galle étant la plus souvent recensée dans les recettes comme tanin, cette encre qu'on pourrait appeler métallo-tannique, ferro-gallique ou cupro-gallique par exemple, en fonction du type de sulfate utilisé, porte le nom générique de métallo-gallique.
Fluide, cette encre à base de noix de galle convient mieux que les encres au noir de carbone pour l'écriture à la plume. Son principe repose sur l'action de l'acide gallique extrait du végétal sur un acétate ou un sulfate de fer. Un liant, généralement glucidique, homogénéise le mélange. Le gallate ferreux incolore, en s'oxydant à l'air, devient noir. Elle pâlit et rougit avec le temps. Pour permettre la visibilité immédiate de l'encre, on lui mélange une matière colorante bleue, guède ou indigo. Quand on a employé un sulfate de fer, l'encre contient de l'acide sulfurique, pouvant causer des dommages au papier avec le temps,Petit, Roire et Vallot 2001.
On employait pour l'écriture des plumes d'oiseau taillées, pour lesquelles l'acidité de l'encre n'avait pas d'inconvénient.

### Sépia
On appelle « encre » une substance produite par les céphalopodes, la seiche, le calamar, le poulpe, etc., qu'ils projettent dans l'eau sous forme d'un nuage qui surprend l'agresseur et masque sa fuite en cas d'agression.
Sous son nom italien de sépia, cette substance a été utilisée comme encre, principalement dans les ports où elle était récoltée, puis plus largement au XIXe siècle. Employée en lavis, elle donne une teinte brune plus terne et froide que le bistre. Sa mauvaise tenue à la lumière et la rareté de la ressource ont fait régresser son usage devenu rare, tandis que des fabricants proposent des encres de couleur proche, sans ces inconvénients.

### Encres à l'aniline
Au milieu du XIXe siècle, la fabrication industrielle de la plume d'acier permet la diffusion massive de ce produit, que l'acidité de l'encre classique corrodait. L'encre violette préparée avec l'aniline introduite dans le dernier quart du siècle n'avait pas cet inconvénient et est devenue la plus courante, notamment dans l'enseignement.
Actuellement, les encres pour l'écriture sont presque toutes basées sur des colorants chimiques, principalement nigrosine ou noir d'aniline. Seules certaines encres destinées à des usages particuliers comme la calligraphie utilisent des pigments.

### Encres modernes
L'encre de stylo à bille est à l'origine une encre d'imprimerie typographique, insoluble dans l'eau.
Le stylo-feutre utilise un colorant dissous dans un solvant non aqueux, comme les encres d'imprimerie héliogravure.
Les encres de couleur sont utilisées pour l'écriture, dans l’illustration de livres ou dans le dessin décoratif. La plupart des encres de couleur sont constituées d'une teinture dissoute dans l'eau. Les encres de couleur sont rarement indélébiles. Dans ce cas, elles sont basées sur un liant à base de gomme laque solubilisée, avec un aspect brillant caractéristique.
L'encre invisible, ou encre sympathique, est une substance incolore qui ne devient visible que par une action ultérieure sur le support d'écriture (chauffage ou vaporisation d'un produit chimique).

### Précautions et santé

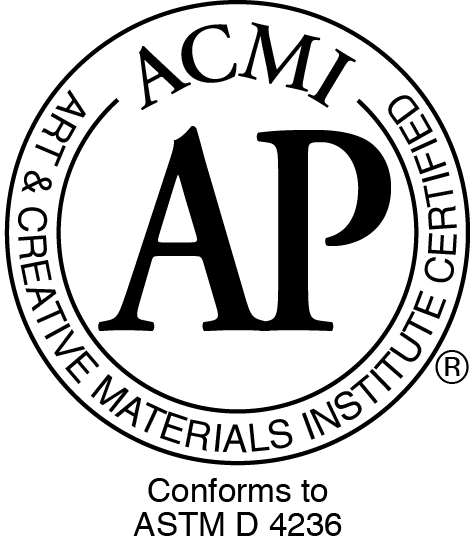
Label de non-toxicité de l'ACMI.

L'encre de Chine était réputée avoir des vertus médicinales. Elle contenait, outre le noir de fumée et la colle de peau qui sont ses constituant principaux, un certain nombre de parfums éventuellement antiseptiques, participant à son vieillissement. La médecine chinoise la considérait comme un produit pharmaceutique, à n'utiliser qu'à bon escient.
Les encres colorées modernes (et plus encore certaines recettes anciennes) font appel à des colorants et d'additifs stabilisants. Les principaux toxiques, comme le cinabre, sont interdits. Les utilisateurs se préoccupent de leur éventuelle puissance allergène. L’Art & Creative Materials Institute (en), réunissant des fabricants du monde entier intéressés à la réputation de leurs produits, fait examiner les produits par des experts. Une encre pour laquelle aucune toxicité n'a été détectée peut porter le label « AP » ; les produits pour lesquels des précautions sont nécessaires portent le label « CL ». Les lois de certains pays industriels obligent aussi à communiquer la liste des composants qui feraient partie d'une liste officielle.
Les utilisateurs peuvent ingérer des substances destinées au dessin ou à l'écriture en portant leur instrument ou les doigts tachés à la bouche, en respirer les vapeurs ou les aérosols (ce qui est fréquent lors de l'utilisation d'un aérographe ou d'une peinture en bombe en spray sans masque de protection). Le contact de la peau peut être suffisant en cas d'allergie. Certains solvants des encres sont toxiques quand ils sont respirés, avalés ou par contact avec la peau.
Les encres autres que celles composées d'eau et de pigments naturels non toxiques ne devraient pas être vidées dans les éviers. Il est recommandé de ne pas les laisser à portée des enfants, d'autant plus que la nature des pigments, liants et additifs n'est que rarement mentionnée sur les étiquettes. En France, les centres anti-poison disposent de données et peuvent en rechercher en cas de problème[réf. souhaitée].

## Encre pour l'imprimerie

### Présentation
La composition de l’encre d’imprimerie dépend de la technique d’impression et de la nature physique de la forme imprimante. En typographie, l’encre doit adhérer aux caractères en plomb.
En Asie, l'imprimerie xylographique utilise traditionnellement, depuis au moins le VIIe siècle, une encre à base d'eau. L'encre est frottée sur la matrice, la feuille est posée dessus et l'encre transférée par un frotton. Cette technique est toujours utilisée, dans l'imprimerie artistique, comme dans les estampes japonaises.
Johannes Gutenberg mit au point au XVe siècle l’encre typographique grasse dont le principe de base a peu évolué.
Les encres pour l'imprimerie, bien qu'homogènes, sont un mélange de constituants. Certaines formules d'encre peuvent contenir jusqu'à vingt constituants différents. Cependant, quel que soit le procédé d'impression, on peut diviser ces composants comme suit :
- la matière colorante (de 5 à 25 % du poids selon le type d'encre) : on utilise généralement des pigments très finement divisés et maintenus en suspension dans le véhicule ;
- le véhicule (environ 70 %) : il est la phase fluide de l'encre. Il est constitué d'un mélange de polymères, de diluants et/ou de solvants. Son rôle est double : transporter le pigment ou colorant sur le support et le fixer à celui-ci. Le choix du véhicule détermine non seulement le mode de séchage mais aussi les principales caractéristiques du film d'encre (résistance, adhésion…) ;
- les additifs (environ 10 %) : ils permettent d'optimiser les caractéristiques de l'encre pendant et après l'impression. Ils sont aussi utilisés pour faciliter la mise en œuvre de l'encre (agents dispersants, antimousse, etc.).

Selon le procédé d'impression, l'encre peut avoir un aspect très différent. Par exemple la taille-douce ou l'offset requièrent une encre visqueuse (ou pâteuse) alors que l'héliogravure, la flexographie, la sérigraphie et le jet d'encre exigent une encre très liquide.

### Types de séchage
Le principe de l'impression est de déposer une fine couche d'encre sur le support (qu'il soit papier, film plastique ou autre). Cette couche d'encre doit avoir une bonne cohésion et une bonne adhésion au support.
On peut considérer deux types de séchages : le séchage physique et le séchage chimique. Ils peuvent survenir simultanément, le but étant de réduire le temps de séchage et la consommation d'énergie.

#### Séchage physique
Le véhicule de l'encre ou au moins une partie de ce véhicule, généralement les espèces de bas poids moléculaire comme les solvants, l'eau dans le cas des encres aqueuses, va pénétrer par capillarité dans le support. Les pigments et certains autres constituants de la formule restent en surface. L'encre ne sèche pas à proprement parler, mais sa viscosité augmente à un tel point qu'elle peut apparaître sèche au toucher.
Ce séchage à froid est principalement utilisé sur les presses rotatives de presse (papiers journaux) et toujours avec des supports poreux. C'est pour cette raison que l'on peut avoir de l'encre sur les doigts en frottant un papier journal.

#### Séchage chimique
L'encre, au contact de l'air, subit une oxydo-polymérisation qui conduit à un film d'encre sec.
Les éléments susceptibles de polymériser sont des huiles végétales (lin, colza, tung, etc.) et de nombreux dérivés de ces huiles végétales comme les alkydes (polyesters modifiés avec des huiles végétales). Ces espèces ont en commun la présence de doubles liaisons insaturées carbone-carbone susceptibles de réagir avec l'oxygène de l'air, en présence de catalyseurs métalliques (sels de cobalt ou de manganèse, par exemple). La polymérisation peut être très longue (de 8 à 24 heures, parfois plus) et on peut éventuellement l'accélérer à l'aide de sécheurs à infrarouge (apport de chaleur).
Les produits dégagés par l'oxydo-polymérisation (aldéhydes, cétones et acides carboxyliques, entre autres) occasionnent souvent des odeurs désagréables et empêchent l'utilisation du séchage chimique pour l'emballage alimentaire.

#### Séchage mixte
Il associe le séchage physique (par pénétration) et le séchage chimique (par oxydo-polymérisation).
Une partie du véhicule, essentiellement les solvants, est d'abord absorbée par le substrat poreux, ce qui laisse un film d'encre frais en surface. Celui-ci va, dans un deuxième temps, sécher par oxydo-polymérisation, en quelques heures généralement.
L'ajout de sécheurs à infrarouge accélère la réaction mais occasionne une assez forte consommation d'énergie.
Un séchage hybride du même type associe l'évaporation du solvant (séchage heat-set) et oxydo-polymérisation.

#### Séchage thermique
Il combine le séchage par infiltration et par évaporation : le support absorbe 10 à 20 % du véhicule de l'encre et l'autre partie s'évapore dans des fours chauffés à 100 à 200 °C au gaz (butane, propane, GPL, etc.) ou au fioul.
Il faut alors condenser les vapeurs pour ne pas les rejeter dans l'atmosphère et récupérer les produits.

#### Séchage par rayonnement ultraviolet (UV) ou par faisceau électronique
La polymérisation des encres à séchage UV est provoquée par la lumière UV qui active un photo-amorceur donnant ainsi naissance à des espèces très réactives (électrons ou cations). Ceux-ci induisent immédiatement une réaction de polymérisation des monomères et oligomères réactifs contenus dans l'encre. La polymérisation a généralement lieu par voie radicalaire et plus rarement par voie cationique.
La polymérisation des encres peut être provoquée par un faisceau électronique. De par l'énergie mise en jeu, ces encres peuvent être formulées sans photo-amorceur. En dehors de ce composé, la formule est assez similaire à celle d'une encre à séchage UV radicalaire. Le séchage par faisceau d'électrons se fait sous atmosphère d'azote pour éviter que la réaction de polymérisation ne soit inhibée par l'oxygène de l'air ambiant.
L'avantage de ces systèmes est de sécher l'encre quasi instantanément sans dépenser beaucoup d'énergie. De plus, le film d'encre est très résistant à l'abrasion, au vieillissement, à toutes sortes d'agents chimiques, ainsi qu'à l'humidité.
En contrepartie, ces systèmes ne sont pas compatibles avec tous les pigments, sont moins stables au stockage, et contiennent souvent des ingrédients irritants, ce qui nécessite des précautions supplémentaires lors de la manipulation des encres, et peut poser des problèmes au désencrage.
Ces encres permettent l'impression sur des supports peu poreux (PVC, papier couché, etc.) et sont très utilisées dans l'emballage.

### Offset
En offset : l'encre est grasse car le procédé repose sur l'antagonisme existant entre l'eau et l'encre. Elle est très visqueuse (ne coule pas). Les différents modes de séchage de l'encre vont influer sur sa composition : séchage UV, hot-melt… Elles ont une viscosité en conséquence : 2 à 40 Pa s.

#### Composition

##### Pigments
Le procédé offset permet le dépôt d'un film d'encre très fin. De ce fait, les pigments doivent avoir un très bon pouvoir colorant. De plus, ils doivent être compatibles avec la solution de mouillage qui permet de créer une émulsion entre l'eau et l'encre.
La nature de l'imprimé, de par son utilisation, peut également influencer le choix des pigments (transparence ou opacité, tenue à la lumière, humidité, résistance à des agents chimiques, contraintes toxicologiques).

##### Véhicule
Il s'agit du cœur de l'encre, c'est ce qui va lier les pigments entre eux et également au support. Généralement, on utilise un mélange composé d'une ou plusieurs résines dures cuites (température inférieure à 230 °C) dans des matériaux plus fluides comme des huiles végétales ou distillats pétroliers (ces derniers tendent à être réduits pour des raisons environnementales évidentes).
- Les huiles végétales sont des liants historiques des encres, peintures ou vernis.
  - L'huile de lin est l'huile végétale la plus utilisée. Elle est extraite mécaniquement ou par action d'un solvant. Elle est produite aux États-Unis, en Russie, en Argentine et en Inde. Selon sa provenance, elle a des propriétés différentes. Il est nécessaire de la purifier avant son utilisation car elle contient des impuretés (tanins, etc.) qui peuvent nuire à l'encre.
  - L'huile de tung est extraite des amandes des fruits du bois de tung. Elle a la propriété de bien convenir pour des encres à séchage rapide.
  - L'huile de soja est, avec l'huile de lin, l'huile la plus utilisée dans le domaine de l'imprimerie. Elle est obtenue à partir des graines. C'est l'huile la plus abondamment produite aux États-Unis. Elle peut être utilisée sans purification et est appréciée pour l'amélioration qu'elle apporte au mouillage des pigments. Elle est majoritairement produite à partir de soja OGM.
  - L'huile de tournesol est principalement utilisée pour préparer des résines alkydes.
  - L'huile de colza est fabriquée pour ces applications essentiellement à partir de colza dit érucique (impropre à la consommation humaine).
  - Le tallöl est un sous-produit de la délignification des résineux. Lors de la fabrication de la pâte à papier kraft ou au bisulfite, les résines et corps gras contenus dans le bois forment des acides gras et des sels résiniques. Après traitement, il peut être utilisé dans la fabrication des encres.
- Les distillats pétroliers ont connu un grand essor à partir de la Seconde Guerre mondiale et sont largement utilisés à cause de leur faible coût. On les retrouve notamment dans l'impression des journaux. Cependant, le choc pétrolier de 1973 et les fortes pressions écologiques font apparaître de nouveaux produits à base d'huiles végétales. Bien que toujours utilisées, ces encres sont soumises à une réglementation sévère.

##### Additifs
La simple combinaison d'un véhicule et de pigments ne donne que des encres de piètre qualité. Pour améliorer celles-ci, on a recours aux additifs (moins de 5 % de la masse). Ceux-ci ont des rôles divers : accélération du séchage, amélioration du brillant, meilleur résistance du film d'encre, etc.
On trouve parmi ces additifs :
- les cires (animales, végétales ou minérales) qui étaient à l'origine incorporées dans les encres pour en réduire le tack. Actuellement, les cires synthétiques dominent le marché et ont pour but d'améliorer l'état de surface des encres (résistance à l'abrasion, coefficient de glissement du film d'encre, etc.) ;
- les siccatifs sont des catalyseurs de l'oxydo-polymérisation des encres. Ils permettent d'améliorer grandement le temps de séchage des encres de type quick set. Ce sont généralement des sels de métaux tels que le cobalt et le manganèse ;
- les antioxydants permettent de contrôler l'oxydo-polymérisation des encres offset. Ils tendent à réduire la formation de peau à la surface de l'encre sans toutefois gêner le séchage de celle-ci ;
- les composés anti-maculants sont des particules de silice ou d'amidon dont l'épaisseur est légèrement plus élevée que celle du film d'encre. Leur utilisation permet de réduire le maculage (report d'encre humide du verso sur le recto de la page suivante).

### Encres à solvants:héliogravureet flexographie
En héliogravure, une encre à faible viscosité (5 à 50 mPa s) et au séchage très rapide est requise. L'évaporation d'un ou plusieurs solvants assez volatils est donc la méthode de séchage la plus rapide et la plus économique actuellement. Cependant, l'utilisation de ces solvants n'est pas sans risque : ils sont généralement très inflammables et parfois toxiques. Leur utilisation requiert de grandes précautions, et ils font l'objet d'une réglementation très sévère. Des recherches pour développer des encres à eau sont en cours, mais les résultats ne sont pas encore satisfaisants.
La flexographie est un procédé en relief sur lequel la forme imprimante est un photopolymère flexible. La taille du relief est de l'ordre du millimètre. La flexographie est principalement utilisée dans l'emballage, spécification venant des avantages que peut avoir un procédé d'impression dont la forme imprimante est souple (carton ondulé, sacs plastiques…). Elle est également utilisée pour l'impression des quotidiens (en Italie par exemple). Contrairement à l'héliogravure, la flexographie a réussi à adopter les encres à eau.

#### Mode de séchage
Le séchage des encres héliogravure ou flexographie se fait par évaporation forcée de ou des solvants lors du passage de l'imprimé dans un four à air chaud. Le four doit être dimensionné en fonction de l'encre (température d'évaporation du liquide, sa pression de vapeur saturante, sa chaleur latente de vaporisation, etc.) et de la machine (laize, vitesse, etc.)
En pratique, on accélère l'évaporation par les moyens suivants :
- par conduction : la bobine passe sur des cylindres chauffés ;
- par convection : la bobine passe au travers de sécheurs à air chaud ;
- par radiation : rayonnement infrarouge ou micro-onde. Il y a alors apport calorique ; à ne pas confondre avec le séchage ultraviolet qui, lui, implique des changements chimiques de l'encre.

Le séchage physique (par absorption de l'encre par le support) nécessite un support poreux (papier ou carton) et ne peut pas être utilisé sur d'autres supports.

#### Solvants utilisés
Les solvants contenus dans ces encres ne sont que temporaires car ils sont éliminés par évaporation et/ou infiltration lors du séchage de l'imprimé. De ce fait, ils ne participent théoriquement pas aux propriétés finales du film d'encre. Cependant, il arrive que du solvant résiduel soit prisonnier et il en résulte des problèmes d'odeur, de toxicité, etc.
- Les solvants les plus utilisés en hélio emballage sont :
  - alcools ;
  - acétone ;
  - acétates ;
  - éthers de glycol ;
  - hydrocarbures aliphatiques.
- En hélio édition, on utilise presque exclusivement du toluène.
- En flexographie, on utilise :
  - alcools ;
  - acétates ;
  - éthers de glycol.

#### Polymères utilisés
L'ajout de polymères permet d'améliorer les propriétés du film d'encre, notamment son adhérence au support, sa solubilité avec le solvant choisi, son brillant, sa résistance et son mouillage des pigments. On utilise entre autres la nitrocellulose et l’éthylcellulose.

#### Additifs
- Les cires changent l'état de surface du film d'encre. Elles permettent notamment d'augmenter la résistance au frottement, d'améliorer le glissant, etc.
- Les charges minérales corrigent la viscosité.
- Les plastifiants donnent de la souplesse au film d'encre.
- Les agents de surface augmentent le mouillage des pigments.

### Jet d'encre
Le procédé jet d'encre peut se diviser en deux catégories : le jet continu (Continuous Ink Jet CIJ) ou la goutte à la demande (Drop On Demand). Ceux-ci ayant également différentes méthodes d'éjection (voir jet d'encre). De ce fait les encres doivent être différentes.
Le CIJ requiert une très bonne qualité de l'encre, au risque de boucher les buses d'éjection. Il faut généralement trouver un compromis entre les performances de l'imprimante et la qualité d'impression.
Une encre est toujours constituée de solvant, de matière colorante, d'un liant et d'additifs.
Le solvant, appelé aussi véhicule sert à transporter l'encre du réservoir jusqu'au média. Il contribue également grandement au séchage. La volatilité du solvant est déterminante dans le séchage de l'encre : un solvant peu volatil peut entraîner des problèmes de séchage et un trop volatil risque de créer une peau à la surface de la goutte ce qui limitera le séchage en profondeur. Afin de bien déterminer le temps de séchage, on utilise généralement de la méthyl éthyl cétone (MEK), des acétates, de l'éther de glycol et des alcools. L'utilisation de ces solvants pose des problèmes environnementaux évidents. La recherche développe actuellement des encres à base d'eau ou d'encre UV.
La matière colorante est la substance ou les particules qui donnent la couleur d'une encre. Au début, on utilisait principalement des colorants qui devaient être très solubles dans le solvant afin d'éviter tout séchage à l'intérieur du capillaire. Ils doivent avoir une bonne tenue à la lumière et ne pas utiliser de métaux lourds. La nouvelle tendance est d'utiliser des pigments très fins (<1 µm). Mais ceux-ci posent des problèmes car ils arrivent à boucher les buses.
Le liant a pour but d'assurer la cohésion de l'encre et contrôler sa viscosité. Il assure l'adhésion de la matière colorante au support. Il s'agit d'un des composants les plus difficiles à doser dans la formulation. On utilisait autrefois des résines phénoliques mais celles-ci ne vieillissaient pas bien et bouchaient les têtes d'impression. Actuellement on se dirige plus vers l'utilisation de copolymères.
Les additifs sont aussi déterminants dans la qualité de l'encre. Ils sont pourtant en quantité infime (moins de 1 %). Ils cherchent à améliorer la fluidité, l'adhésion, la rhéologie du liant ou la conductivité de l'encre. La conductivité est un élément déterminant dans procédé CIJ (Continuous Ink Jet), qu'il est nécessaire de bien maîtriser.

### Encres à l'eau
Les pressions législatives et environnementales ont poussé à développer des encres à base d'eau et non plus à base de solvant. En effet, les encres de base aqueuse satisfont les exigences légales et améliorent les conditions de travail. De plus, elles permettent de réduire les coûts du retraitement des solvants.
Elles ont été en premier largement répandues en flexographie pour se développer ensuite en héliogravure. Les supports ont tout d'abord été poreux, tels que le papier et le carton, et ils se limitaient donc à l'emballage et à la presse quotidienne. Aujourd'hui, ces encres permettent d'imprimer sur des supports variés tels que les films polyester.
Remarque : des systèmes hybrides commencent à apparaître, qui combinent les encres à eau et les encres UV (voir plus loin). Ils ont alors l'avantage des encres UV tout en étant nettoyables à l'eau. Ces encres sont applicables en fines couches pour la flexographie et l'héliogravure ou en couche épaisse comme pour la sérigraphie.

#### Caractéristiques
Composition :
- eau : 45 à 75 % ;
- pigment : 10 à 20 % ;
- résine : 10 à 15 % ;
- additifs : 1 à 7 % ;
- solvant : 0 à 10 % ;
- polymères. Deux types de polymères sont présents dans ces types d'encre : des hydrosolubles qui améliorent les propriétés d'imprimabilité de l'encre et des polymères en émulsion qui améliorent les propriétés du film d'encre sur l'imprimé ;
- pigments : ils dépendent du type de véhicule, du pH de l'encre… Ils sont généralement de base organique ;
- additifs :
  - cires : elles changent l'état de surface du film d'encre. Elles permettent notamment d'augmenter la résistance au frottement, d'améliorer le glissant, etc.,
  - antimousse : il empêche la formation de mousse et donc améliore l'impression.

#### Inconvénients
Les encres à l'eau posent des problèmes pour le recyclage des papiers. En effet, l'élimination de l'encre se fait par flottation et nécessite que l'encre soit hydrophobe. L'encre à l'eau (hydrophile) n'est pas éliminée et s'accumule dans les circuits.

### Encres UV (ultraviolet) et EB (à faisceau d'électrons)
La législation sur les rejets de solvants dans l'environnement est de plus en plus contraignante. De plus, le séchage doit toujours être de plus en plus rapide pour répondre aux impératifs toujours plus pressants de production. Les fabricants d'encre ont donc dû développer de nouvelles encres.
Les encres à séchage aux rayons ultraviolet ou par faisceau d'électrons répondent à cette nouvelle demande. Le véhicule de ces encres, bien que proche des encres classiques, a une composition bien différente : elles contiennent des prépolymères, des monomères et un photo-amorceur. Les photo-amorceurs sont excités par les rayons ultraviolets et déclenchent une réaction de polymérisation en chaîne des prépolymères et des monomères. La réaction est complète et quasi instantanée. Le film d'encre n'a dès lors, normalement, aucune odeur résiduelle, ce qui est très appréciable pour les emballages alimentaires par exemple. Le film d'encre est aussi d'une grande solidité, ce qui pose des problèmes au désencrage. Toutefois, les encres à séchage sous rayonnement ultraviolet coûtent plus cher que leurs grandes sœurs.
Le procédé est le même pour les encres à séchage par faisceau d'électrons, sauf à changer les photo-amorceurs.

### Électrophotographie et xérographie
L'encre est stockée dans un toner liquide ou solide. À l'origine, l'encre était solide (sous forme de poudre) mais l'utilisation de toner liquide tend à s'étendre car il permet une meilleure qualité.

### Encres thermochromiques
Les encres thermochromiques ont la particularité d'avoir une couleur variable. Celle-ci varie de façon réversible ou irréversible en fonction de la température. Ces encres passent de l'état coloré à incolore lorsque la température s'élève.
Le développement de ces encres a commencé dans les années 1970. Au début, ces encres n'étaient formulées que pour la sérigraphie, ce procédé offrant un contraste de couleurs plus intense. Vers les années 1980-1985, leur formulation s'est étendue au système flexographique. Avec les nouvelles applications, le marché s'est accru et l'on utilise maintenant ces encres en offset conventionnel et UV, ainsi qu'en impression jet d'encre.

### «Effet encrier»
L'encrier est le récipient qui contient l'encre. Hors de l'imprimerie, c'est un petit vase dans lequel on trempe la plume pour écrire sur le papyrus, le parchemin ou le papier. Dans une machine à imprimer, une presse, une rotative, c'est le nom donné au réservoir qui approvisionne en encre les rouleaux d'une machine à imprimer.
On ne met qu’une seule couleur dans l’encrier : pour imprimer des couleurs différentes il faut donc refaire un passage en machine pour chacune d’entre elles. Cependant, si on met deux couleurs différentes de chaque côté de l’encrier, le mouvement latéral des rouleaux qui uniformisent le débit de l’encre permet d’obtenir, en un seul passage, une couleur dégradée par le mélange des deux. On maîtrise relativement mal l'espace de transition et le mélange des encres.

## Destruction
Le devenir des encres quand le papier sur lequel on les a déposées a perdu son utilité est une préoccupation environnementale.

### Incinération
Le produit de l'incinération des encres avec les imprimés qui les supportent ne devrait pas comporter de substances toxiques.

### Désencrage
Le recyclage des papiers imprimés exige le désencrage.